# Dragonfly (sonda)
Dragonfly je plánovaná americká kosmická sonda, která má v rámci programu NASA New Frontiers v roce 2034 přistát na Saturnově měsíci Titanu. Sonda má mít podobu dronu o velikosti auta, který bude během výzkumu na Titanu přelétávat na vybrané lokality.

## Příprava mise
Koncept mise Dragonfly byl představen a vybrán v roce 2019 v rámci připravovaných projektů programu New Frontiers. K začátku roku 2023 mise úspěšně prošla procesem předběžného zhodnocení návrhu. K listopadu 2023 byl představen časový harmonogram a rozpočet, který byl v roce 2024 schválen, čímž dostala mise zelenou k realizaci.
Start sondy je plánován na červenec 2028, pomocí nosné rakety Falcon Heavy, přičemž na Titanu by měla přistát začátkem roku 2034. 
Po sondě Huygens, která na Titanu přistála v roce 2005, má být Dragonfly druhou sondou zkoumající povrch tohoto měsíce. Zatímco Huygens nám dovolil nahlédnout na povrch Titanu, skrytý pod jeho hustou atmosférou, tak Dragonfly má ambice tento svět intenzivně prozkoumat.

## Cíle mise
Titan je ze své podstaty nehostinný svět, kde panují nízké teploty (průměrná povrchová teplota −179,2 °C), místo vody prší pravděpodobně methan a další těkavé organické látky, které tvoří i místní řeky a jezera. Z tohoto pohledu je Titan podobný Zemi v dávných dobách a je tak vhodný a zajímavý jako objekt pro experimentální výzkum podmínek, jež panovaly na Zemi na počátku života a před jeho vznikem. Cílem mise Dragonfly tak je studium chemických procesů, které probíhaly na Zemi před tím než na ní vznikl život. Samotná detekce potencionálního života však cílem mise není.

## Technické řešení
Mise je unikátní z několika hledisek i pro své technické řešení. Dragonfly má být první sonda, která bude při výzkumu měsíce využívat přelety po tomto tělese. Technicky bude sonda řešena jako dron v podobě oktoptéry na jaderný pohon, která bude i s vědeckými přístroji vážit kolem 450 kg. V tomto uspořádání by měla po povrchu Titanu nalétat více než 80 km. Svým konceptem tak vedle primárního cíle mise bude zároveň testovat nové přístupy v průzkumu vesmírných těles.

## Galerie

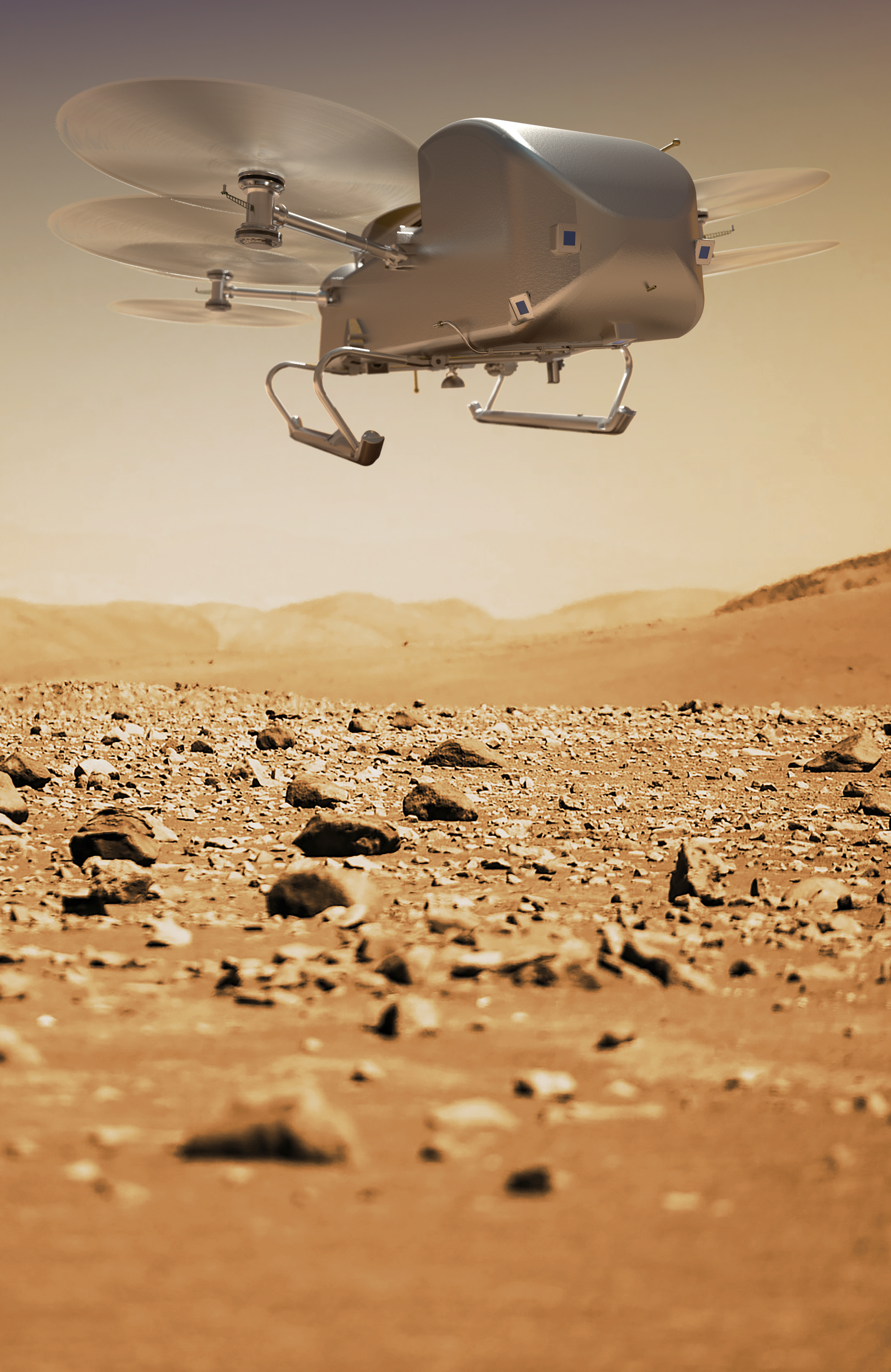
Představa sondy (2022).
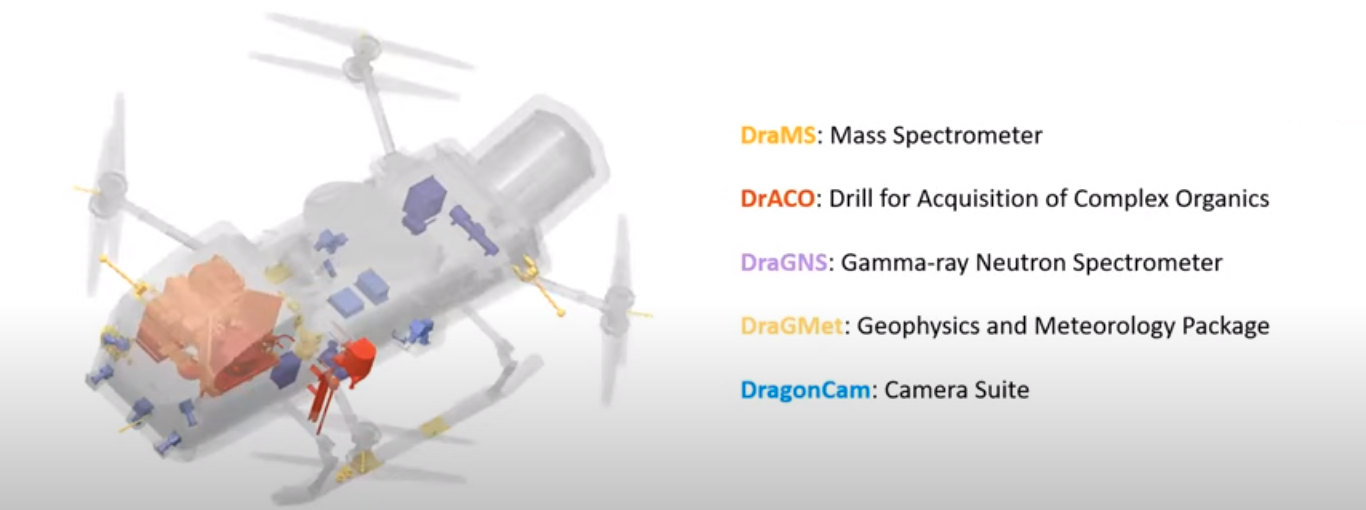
Plánované rozložení analyzátorů.
- Video s konceptem mise.